# Панькова Світлана Михайлівна
Панькова Світлана Михайлівна (нар. 1 березня 1957, с. Ковтуни Хорольського району, Полтавської області) — історикиня, музеєзнавиця, біографістка, джерелознавиця. Директор Історико-меморіального музею Михайла Грушевського. Розробниця виставкових, науково-освітніх музейних проєктів.

## Освіта
Закінчила історичний факультет Київського державного університету імені Тараса Шевченка (1979). У 2018 році захистила дисертацію під назвою «Публіцистика Михайла Грушевського як джерело дослідження суспільно-політичної думки в Україні кінця ХІХ — початку ХХ ст.» на здобуття наукового ступеня кандидата історичних наук.

## Трудова діяльність
У 1979—1982 роках працювала в Полтавському краєзнавчому музеї, брала участь в археологічних дослідженнях регіону.
У 1983 р. почала працювати в Музеї історії міста Києва, а в 1992 році зайняла посаду завідувачки його філії — Історико-меморіального музею Михайла Грушевського.
У 1997—2000 рр. — викладач (за сумісництвом) Київського національного університету культури і мистецтв (факультет культурології); у 2003—2011 рр. — старший науковий співробітник (за сумісництвом) Інституту української археографії та джерелознавства ім. М. С. Грушевського НАН України.
Автор наукової концепції Історико-меморіального музею Михайла Грушевського (2006), ініціатор створення та автор експозиційних задумів понад 20 виставкових проєктів, низки науково-освітніх проєктів та імпрез музею. Дві виставки, представлені на Всеукраїнських музейних фестивалях, відзначені першою та третьою преміями: «Михайло і Катерина Грушевські: діалог» (2005), «Годинник з кабінету Михайла Грушевського: таємниці та відкриття» (2011). Автор сценарію та ведуча фільму «Дім Грушевських» (2010). Науковий редактор сайту Історико-меморіального музею Михайла Грушевського.

## Наукова діяльність
Автор понад 80 ґрунтовних наукових розвідок, які друкувалися у фахових виданнях України та за кордоном («Записки Наукового товариства імені Шевченка», «Український історик», «Український археографічний щорічник», «Український історичний журнал», «Пам'ятки України: історія та культура» та ін.).
У генеалогічній монографії «Я був їх старший син» (рід Михайла Грушевського) опрацювала материнську гілку родоводу Михайла Грушевського. Ввела до наукового обігу низку епістолярних джерел, зокрема: Листування Михайла Грушевського. Том 4: Листування Михайла Грушевського та Івана Джиджори (2008).
Автор ідеї та співупорядник (у співавторстві з Г. Кондауровою) першого в Україні альбому-каталогу іконографічних джерел Михайла Грушевського: Facie ad faciem: Ілюстрований життєпис Михайла Грушевського (Київ, 2016).
Упорядник, автор передмови та коментарів унікального мемуарного джерела: Михайло Грушевський. Щоденник (1902‒1914). Підготувала перше в Україні видання шаржів і карикатур доби Української революції 1917‒1921 рр. за сатиричними журналами («Текст, контекст і підтекст». Київ, 2021; Спецвипуск журналу «Антиквар»).
Учасник колективних науково-популярних проєктів: Довідник з історії України (2001); Народжені Україною. Меморіальний альманах (2002); Видатні діячі науки і культури Києва в історико-краєзнавчому русі України. Біографічний довідник (2005); Історія України: Енциклопедичний довідник (2008); Звід пам'яток історії та культури України. Том «Київ» (1999; 2004); Наукове товариство імені Шевченка. Енциклопедія (2014; 2019). У них побачили світ понад 100 статей С. Панькової.
Світлана Панькова опублікувала серію науково-популярних статей, що пов'язані з Михайлом Грушевським та його родиною, на «Історичній правді». Серед них:
- «Марія. Затишний світ Михайла Грушевського»
- «Найдорожча Кулюня. Найбільше кохання Михайла Грушевського»
- «Останнє засідання Української Центральної Ради»
- «Як у Києві 1918-й рік зустрічали»

Співорганізатор, автор концепцій наукових всеукраїнських та міжнародних конференцій, круглих столів, презентацій з проблем українознавства та грушевськознавства.
Дійсний член Наукового товариства імені Шевченка (2022).

## Упорядкування
Грушевський М. С. Твори. У 50 т. Т. 2. Серія: «Суспільно-політичні твори (1907—1914)». Львів, 2005. 678 с. Упорядкування, передмова, коментарі: І. Гирич, С.  Панькова.
Грушевський М. С. Твори. У 50 т. Т. 3. Серія: «Суспільно-політичні твори (1907–березень 1917)». 774 с. Львів, 2005. Упорядкування, передмова, коментарі.
Грушевський М. С. Твори. У 50 т. Т. 4. Кн. І. Серія: «Суспільно-політичні твори Михайла Грушевського доби Української Центральної Ради». Львів, 2007. 407 с. Упорядник, співавтор коментарів, автор передмови (від упорядника).
Грушевський М. С. Твори. У 50 т. Т. 4. Кн. ІІ. Серія: «Суспільно-політичні твори» (листопад 1918 р. — жовтень 1926 р.) Львів, 2013. 556 с. Упорядник, автор передмови та коментарів (коментарі у співавторстві з О. Бойко, М. Мудрим).

## Важливі праці
Історико-меморіальний музей Михайла Грушевського в контексті розвитку грушевськознавчих студій // На службі Кліо. Зб. наук. праць на пошану Л. Винара. Київ; Нью-Йорк; Торонто; Париж; Львів, 2000. С. 599—604.
Проблеми національної науки та вищої школи в публіцистиці Михайла Грушевського // Історична та літературна спадщина Михайла Грушевського: Матеріали міжрегіональної науково-практичної конференції. Київ; Львів, Вінниця; Кам'янець-Подільський; Бар, 2005. С. 128—135.
Історико-меморіальний музей Михайла Грушевського на всеукраїнських музейних форумах // Київ і кияни: Матеріали щорічної наук.-практ. конференції (Музей історії Києва). Київ, 2011. Вип. 11. С. 370—375.
Садиба Грушевських на Паньківській, 9 // Київ у національній пам'яті. Колективна монографія. К.: Інститут національної пам'яті. Київ, 2013.
Дебют приватної збірки Михайла Грушевського на Всеукраїнській мистецькій виставці у Львові 1905 року // Михайло Грушевський: Студії та джерела. Кн. 4. Київ, 2021. С. 79‒91.

## Нагороди
- Почесна грамота Кабінету Міністрів України (2002)[1]
- Почесна грамота Міністерства культури і мистецтв України (2003)
- Стипендіат Міжнародного фонду «Україна 3000» (2005)

- Відзнака Президента України «Орден княгині Ольги» ІІІ ступеня (2007)